# Pandispanya
Pandispanya es un bizcocho de la cocina turca. También se le puede considerar como una variedad de çörek.

## Etimología
Su nombre viene del italiano y significa pan de España.

## Forma y consumo
Normalmente en las casas se prepara en forma redonda, aunque también puede ser rectangular, dependiendo del recipiente empleado para hornear. Es también una comida callejera y se vende en algunas panaderías y puestos de venta ambulante. Muchas veces se hace o se trocea en pequeñas porciones individuales para su comercialización. Un libro de gastronomía turca denomina estos cortes individuales como "minik pandispanya".